# Quanah
Quanah er en amerikansk by og administrativt centrum for det amerikanske county Hardeman County i staten Texas. I 2000 havde byen et indbyggertal på 3.022.
34°17′44″N 99°44′31″V / 34.29556°N 99.74194°V